# NGC 3243
NGC 3243 في الفهرس العام الجديد، هي مجرة، تقع في كوكبة السدس. اكتشفت في 2 أبريل 1886 بواسطة لويس سويفت.

## روابط خارجية
- NGC 3243 على موقع ويكي سكاي: DSS2, SDSS, GALEX, IRAS, Hydrogen α, X-Ray, Astrophoto, Sky Map, Articles and images